# Periophthalmus walailakae
Periophthalmus walailakae is een straalvinnige vissensoort uit de familie van grondels (Gobiidae). De wetenschappelijke naam van de soort is voor het eerst geldig gepubliceerd in 2002 door Darumas & Tantichodok.